# Forgotten Empires
Forgotten Empires est un développeur de jeux vidéo américain basé à Cincinnati, Ohio. Elle a été fondée par Bert Beeckman et Ryan Shepherd en 2013. Elle est spécialisée dans la création de jeux de stratégie en temps réel (STR), notamment dans le genre historique. Leurs contributions incluent le développement d’extensions et de remasterisations de jeux de la franchise Age of Empires. En juin 2022, Forgotten Empires est acquise par Keywords Studios.

## Histoire
Forgotten Empires est né d'un groupe de joueurs qui ont commencé à travailler sur un mod pour Age of Empires II en 2012. À la même époque, Microsoft était en train de créer une édition HD remasterisée d'Age of Empires II. Le mod a rencontré du succès, incitant Microsoft à collaborer avec le groupe pour transformer son projet en une extension officielle. Cette collaboration a été annoncée en juin 2013, Microsoft révélant l'implication de Forgotten Empires dans le développement en cours d'Age of Empires II: HD Edition . Par la suite, en collaboration avec SkyBox Labs, l'extension intitulée Age of Empires II HD: The Forgotten est sortie quelques mois plus tard.
Après ce succès, Forgotten Empires et Microsoft Studios ont co-développé The African Kingdoms et Rise of the Rajas, deux autres packs d'extension d'Age of Empires II. Ils ont également contribué à Tale of the Dragon, une extension pour Age of Mythology, un jeu dérivé et centré sur la mythologie.
Age of Empires: Definitive Edition est révélé par Forgotten Empires en 2017 lors de l'Electronic Entertainment Expo. La date de sortie du jeu a été repoussée du 19 octobre 2017 au 20 février 2018. Forgotten Empires a co-développé plusieurs jeux vidéo et extensions pour la franchise Age of Empires avec World's Edge, SkyBox Labs et Relic Entertainment,,,.
En juin 2022, Keywords Studios acquiert Forgotten Empires pour 32,5 millions de dollars. En 2023, World's Edge a annoncé qu'une version remasterisée d'Age of Mythology, Age of Mythology: Retold, était en cours de développement, avec Forgotten Empires qui la co-développait également.